# Bridgend
Bridgend (en gal·lès: Pen-y-bont ar Ogwr) és una autoritat unitària situada a la zona meridional de Gal·les, en el Regne Unit. Està situat en el comtat històric de Glamorgan. Aquest té una població de 133.900 habitants i comprèn les ciutats de Bridgend la qual posa nom al comtat, Maesteg i la ciutat costanera de Porthcawl.
Limita al nord amb els comtats de Neath-Port Talbot i Rhondda Cynon Taf. Al sud està banyat per la Mar Cèltica, a l'orient del Canal de Bristol.